# Tour de Québec

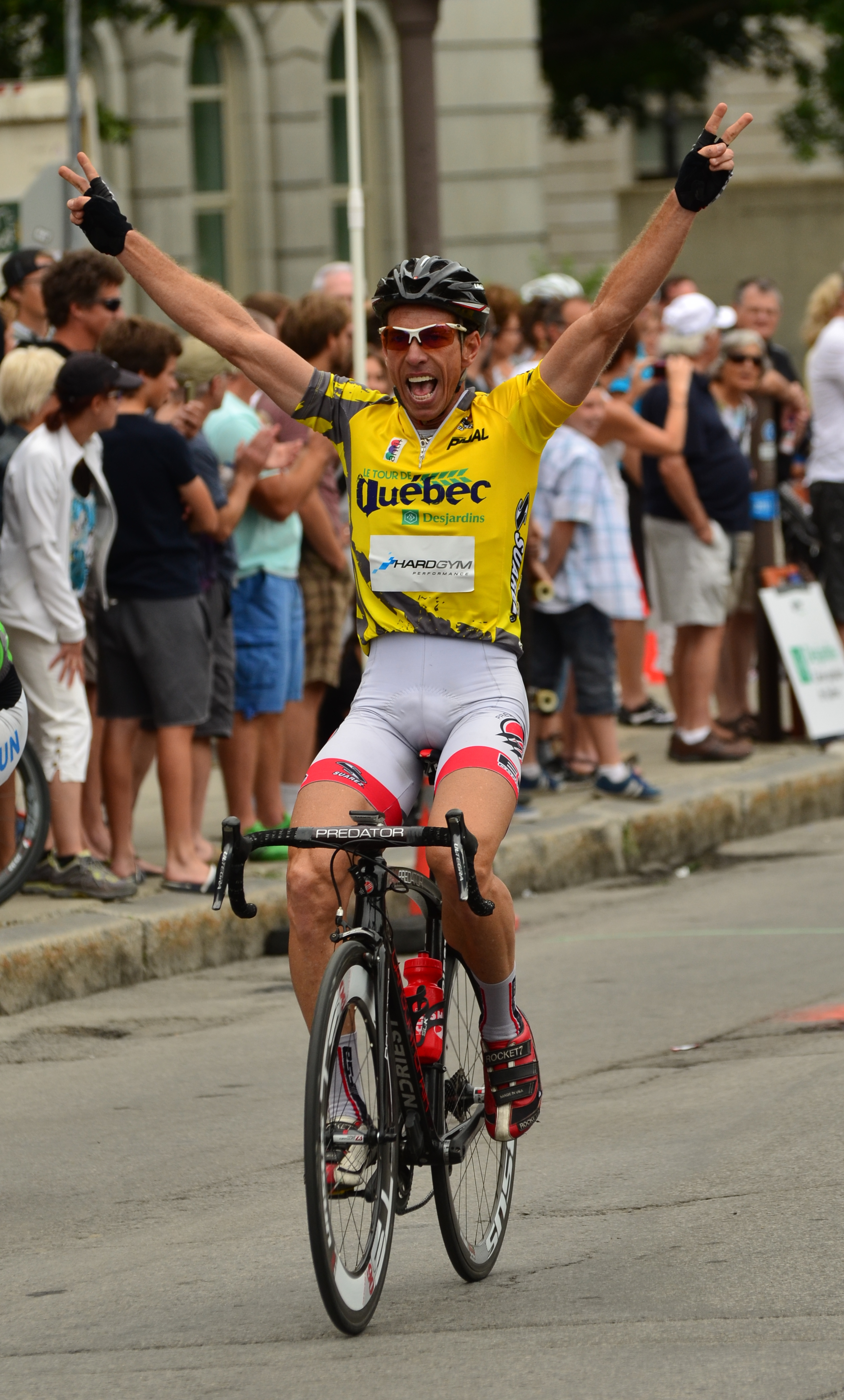
Emile Abraham, à l'arrivée de la dernière étape du Tour de Québec 2013. Il a remporté l'étape et l'édition 2013 du Tour.

Le Tour de Québec est une course cycliste sur route par étapes disputée dans la région de la ville de Québec. Il a été créé en 2008 et est depuis organisé annuellement. Il comprend une course masculine élite, une course masculine ouverte et une course féminine.

## Palmarès

### Hommes élites
| Année | Vainqueur        | Deuxième              | Troisième         |
| 2008  | Guillaume Boivin | Bruno Langlois        | Zack Garland      |
| 2009  | Josh Dillon      | Otávio Bulgarelli     | Charles Dionne    |
| 2010  | Guillaume Boivin | Jean-Sébastien Perron | Derrick St. John  |
| 2011  | Bruno Langlois   | Shawn McCarthy        | Hugo Houle        |
| 2012  | Hugo Houle       | Bruno Langlois        | Antoine Duchesne  |
| 2013  | Emile Abraham    | Pierrick Naud         | Douglas Repacholi |

Vainqueurs d'étapes :
- Bruno Langlois (5)
- Charles Dionne (3)
- Emile Abraham (3)
- Guillaume Boivin (2)
- Thierry Laliberté (2)
- Pierre-Étienne Boivin
- Josh Dillon
- Aaron Fillion
- Zach Garland
- Zach Noonan
- Michael Joanisse
- Derrick St. John
- Jordan Brochu
- Antoine Duchesne
- Hugo Houle
- Geoffroy Dusseault

### Femmes élites
| Année | Vainqueur         | Deuxième         | Troisième         |
| 2008  | Joanie Caron      | Karol-Ann Canuel | Véronique Labonté |
| 2010  | Myriam Gaudreault | Véronique Fortin | Elizabeth Albert  |

Vainqueur d'étapes :
- Joanie Caron (2)
- Karol-Ann Canuel
- Elizabeth Albert
- Myriam Gaudreault
- Véronique Fortin